# Pantolàmbdids
Els pantolàmbdids (Pantolambdidae) són una família extinta de mamífers cimolests que visqueren a Nord-amèrica des del Paleocè inferior fins a l'Eocè inferior, fa entre 50,3 i 63,3 milions d'anys. Se n'han trobat restes fòssils al Canadà (Alberta), els Estats Units (Montana, Nou Mèxic, Texas i Wyoming) i Mèxic (Baixa Califòrnia). Eren els pantodonts més primitius de Nord-amèrica. Eren més o menys de la mida d'un golut i tenien el crani força similar al del deltateri. Les dents molars superiors eren de tipus dilambdodont (amb dues crestes transversals amb forma de lambda) i les inferiors de tipus lofodont (amb crestes).